# Pius C. Ciapało
Pius C. Ciapało, właśc. Czesław Pius Ciapało (ur. 11 lipca 1942 w Hajnówce) – polski malarz, pedagog i organizator wydarzeń artystycznych.

## Życiorys
Po wojnie krótko zamieszkał w Warszawie, potem w Gdyni, skąd w 1946 roku przeniósł się do Wrocławia, gdzie ukończył Państwowe Liceum Sztuk Plastycznych (1963). W latach 1963–1964 studiował na Wydziale Konserwacji Zabytków oraz na Wydziale Artystyczno-Dydaktycznym Uniwersytetu im. Mikołaja Kopernika w Toruniu, a następnie malarstwo w Akademii Sztuk Pięknych w Warszawie (1964-1968) w pracowniach Eugeniusza Arcta, później Aleksandra Kobzdeja. W 1969 roku w pracowni A. Kobzdeja uzyskał dyplom z wyróżnieniem. Po ukończeniu studiów przez pół roku pracował na farmach w Anglii, a jednocześnie w weekendy w galeriach i muzeach w Londynie poszerzał studia akademickie o analizę twórczości malarzy świata z kręgu Nowej Figuracji.
Po powrocie do kraju działał w grupie Ciapało-Małkowski-Masznicz. Brał udział w ponad stu wystawach zbiorowych, w Festiwalach Malarstwa Polskiego, biennale, triennale oraz wystawach zagranicznych (w tym reprezentujących polskie malarstwo współczesne poza granicami). Ponadto prezentował swoje prace na ponad czterdziestu premierowych wystawach indywidualnych w kraju i za granicą. Będąc członkiem ZPAP, pełnił ważne funkcje we władzach Okręgu Warszawskiego.

### Działalność w Siedlcach, ruch „O Poprawę”
W latach 70. animował i prowadził „Pokaz Jednego Dzieła” w Domu Artysty Plastyka w Warszawie, a następnie Galerię Akademicką w Akademii Podlaskiej Siedlcach, w której pracował na stanowisku profesora nadzwyczajnego. W latach 1969–1974 działał w grupie „Ciapało-Małkowski-Masznicz”; był współanimatorem ruchu artystycznego „O Poprawę oraz komisarzem pierwszej wystawy „O Poprawę” (Warszawa, 1972) oraz organizatorem wystawy Ruchu „O Poprawę” w Kopenhadze (1976), a także – z Geno Małkowskim – czterokrotnie we Francji (1977-1978). W 1981 roku zainicjował i był kuratorem głośnej i kontrowersyjnej 14 Wystawy Okręgowej ZPAP w Zachęcie, nazwanej „Demokracja w Sztuce”… (współautorem wykonania ekspozycji był Geno Małkowski).

### OkresNowej Figuracji
W pierwszym okresie twórczości (1969-1974) Pius Ciapało tworzył obrazy pod wpływem Nowej Figuracji. Powstał cykl zatytułowany „Formy Nieprawdopodobne i Nieprawdopodobnie Podobne” z przedstawieniami zbliżonych w kadrze fragmentów ciała i towarzyszącymi im na drugim planie sylwetowo traktowanymi postaciami ujętymi w ruchu. Artysta, akcentując kobiecy seksualizm, zamieniał te wizerunki w archaizowane symbole erotyzmu.

### Okres „symfonii”
W drugim okresie twórczości (1974-1988) powstawały obrazy o monumentalnych rozmiarach, które artysta nazwał „symfoniami” – utworami strukturalnymi. Symfonia „Pory Roku” namalowana w 1974 r. ma blisko 120 metrów kwadratowych powierzchni i złożona jest z 48 obrazów (konceptualizm namalowany). Następnie powstawały: „Koncert na lewą rękę”, „Oratorium Kosmiczne”, symfonia niekomercyjna Nr 3 – „Zielona”, „Studium” – struktura barwy a system dźwięków, cykl obrazów trójkątnych zwany „Kaprysami” („Capriccio”), „Rzecz Czarna” (1980), „Pasaż”, symfonia trzynastu błękitnych – „Feralna”, „Wariacje” – na temat symfonii niekomercyjnej Nr 3 „Zielonej”, parawany symfoniczne „Koncertujące” oraz symfonia „Kryształkowa”. Ich tematem, jak określa autor, jest pożądanie – desire (wystawie w Zachęcie towarzyszył katalog prac tego okresu).

### Okres „amerykański”, inspiracje architekturą
Trzeci okres twórczości Piusa Ciapało rozpoczyna się w 1988 roku. Artystę fascynuje nowoczesna architektura wielkich amerykańskich aglomeracji. W roku akademickim 1988-1989 przebywał jako visiting professor na stażu naukowym w Eastern Illinois University w Charleston (USA). W tym czasie zapoczątkowana zostaje symfonia „Architektoniczna”, którą artysta kontynuuje po powrocie do kraju. Składa się ona głównie z prac wykonanych na płótnach napiętych na niezwykle skomplikowanych pięciokątnych i ośmiokątnych blejtramach – płótna są malowane tradycyjnie, czasem pointylistycznie oraz z wykorzystaniem drippingu, celem uzyskania iluzji 3D. Druga część Symfonii „Architektonicznej” dedykowana jest – w hołdzie – Jacksonowi Pollockowi. Jednocześnie Ciapało nadal prowadził badania nad możliwościami ekspresyjnymi płaszczyzny w malarstwie oraz stara się traktować kolorystykę swych prac na sposób muzyczny. W 1995 roku został zaproszony do Izraela z grupą studentów Akademii Podlaskiej w Siedlcach (Koło Naukowe „Trendy Sztuki”). Będąc tam studiował przekazy biblijne, historię starożytnych kultur Mezopotamii i Babilonu, obserwował i analizował aktualne wydarzenia i stamtąd zaczerpnął inspirację do kolejnej realizacji prac z serii „Architektonicznych” zatytułowanej „Wieża Babel”. Po okresie obrazów „Architektonicznych” – który zamyka „zbombardowanie” nowojorskich wież WTC (2001 r.) „In Memoriam” – nastąpił zwrot ku malarstwu strukturalnemu. Powstaje cykl obrazów komponowanych na płótnach i płytach laminowanych o kształtach kół i elips (2 serie z cyklu: „Rondo”; „Rondeau, moje koła i elipsy”).

### Prace nad rzeźbą ogrodową
Po zakończeniu twórczości malarskiej rozpoczął prace nad monumentalną żelbetonową rzeźbą ogrodową, którą przerywa w 2008 roku zajmując się komputerową dokumentacją własnej twórczości w formie niewielkich form filmowych. W 2015 roku, 5 kompletów (każdy po 20 filmików DVD), Biblioteka Główna Uniwersytetu Przyrodniczo-Humanistycznego w Siedlcach przekazała wybranym bibliotekom w kraju oraz Bibliotece Narodowej w Warszawie. Większość filmików dokumentujących własny dorobek artystyczny Piusa Ciapało oraz seria trzech filmików, m.in. „Batik-movie” Doroty Wielkosielec prezentowanych jest na You Tube.

## Odznaczenia, nagrody, wyróżnienia
Odznaczenia:
- Zasłużony Działacz Kultury – 1980
- Srebrny Krzyż Zasługi – 1986
- Złoty Krzyż Zasługi – 2004
- Medal „Za Zasługi Dla Siedleckiej Uczelni” – 2006

Nagrody:
- Nagroda miesięcznika „Sztuka” – 1979
- Nagroda Galerii „Forum” – 1985
- Nagroda Rektora Akademii Podlaskiej w Siedlcach – 1994

Dyplom:
- Dyplom Ministra Kultury za szczególne osiągnięcia w upowszechnianiu kultury – 2003